# Grenade OF F1
Pour les articles homonymes, voir Grenade F1.
La grenade OF F1 est une grenade offensive fabriquée par la société Alsetex, qui a été utilisée en France, par les escadrons de gendarmes mobiles, dans le cadre des missions de maintien de l'ordre. Elle a été suspendue à la suite de la mort du manifestant Rémi Fraisse, lors de son utilisation pendant la manifestation des 25 et 26 octobre 2014 contre le barrage de Sivens,. Elle est définitivement interdite par décret du 10 mai 2017, à la fin du quinquennat de François Hollande,,.
Contrairement à ce qu'affirment, par confusion, certains journalistes ou représentants politiques de l'État, il ne s'agit pas d'une grenade OF 37 (par opposition à DF 37, à éclats). Elle a été créée par la société Alsetex de Précigné (Sarthe), ayant déposé le brevet n° 70.29341, le 7 août 1970. Cette société est rachetée en 2006 par le groupe Étienne Lacroix.

## Historique
Sa première utilisation date de 1976, sur la plage de Valras, lors de heurts avec des viticulteurs.